# 阿佐圭迪塔
44°29′43″N 11°20′40″E / 44.495219°N 11.344349°E

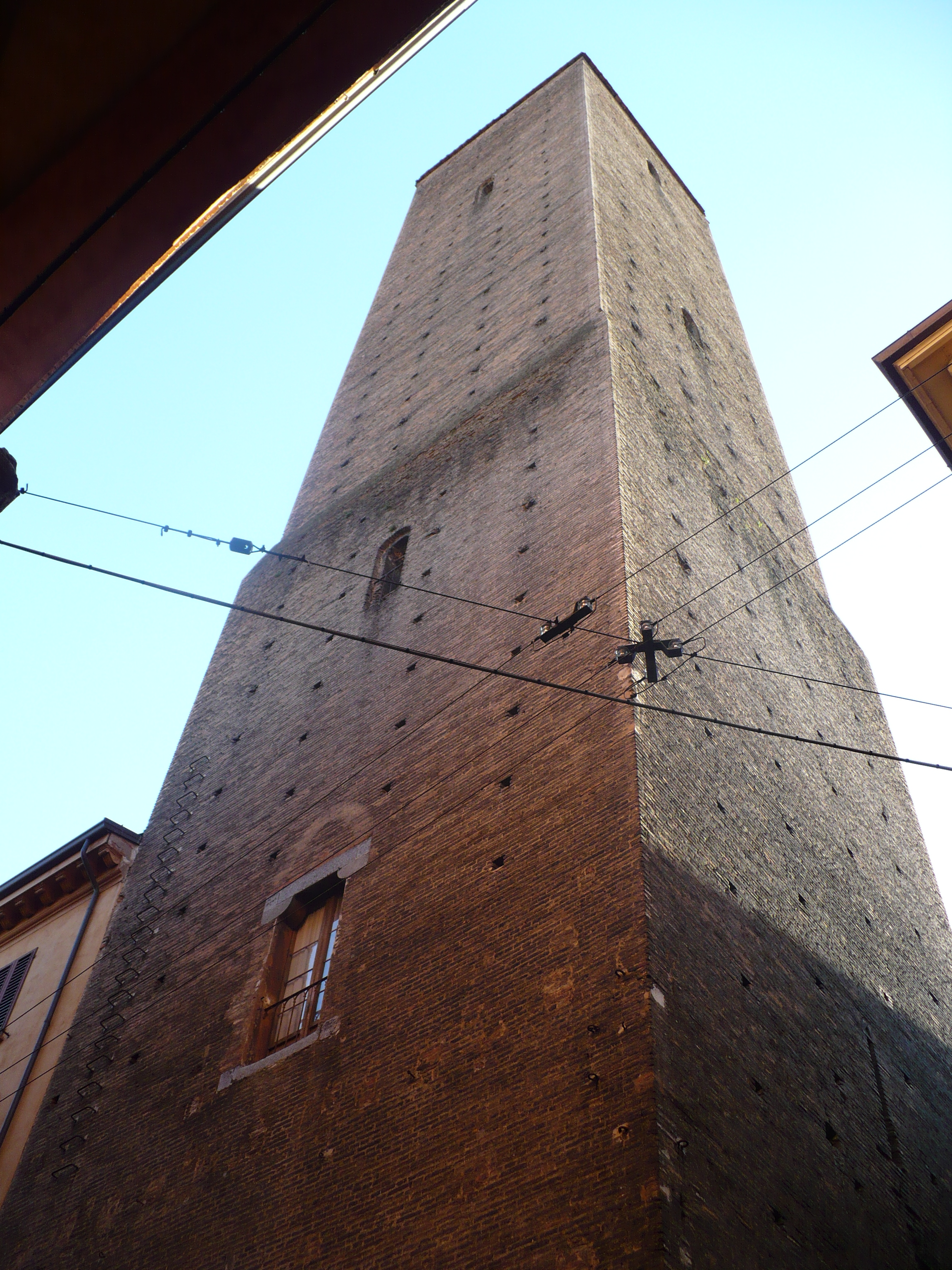
阿佐圭迪塔

阿佐圭迪塔（Torre degli Azzoguidi），又名阿尔塔韦利亚塔（Torre Altabella），是意大利城市博洛尼亚老城现存的大约20座贵族古塔之一。

## 建筑
阿佐圭迪塔建于十二世纪下半叶，高61米，为博洛尼亚的第二高塔，高度仅次于驴塔（阿西内利塔）。
该塔又名阿尔塔韦利亚塔，是由于其高度、完美的垂直度，以及优雅：毗邻圣伯多禄主教座堂。

## 历史

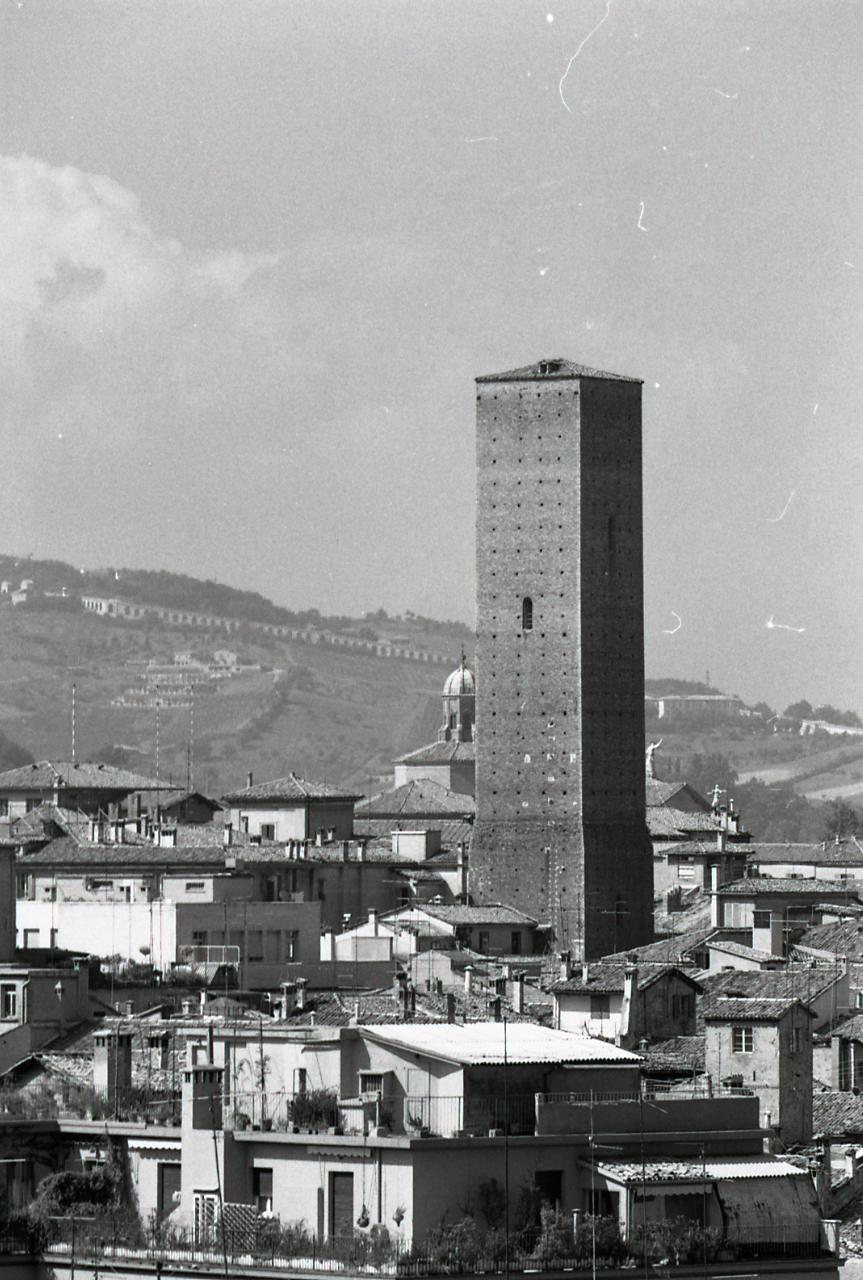
Paolo Monti, 1972 (Fondo Paolo Monti, BEIC)

阿佐圭迪家族从1228年出现在博洛尼亚的编年史中。他们是归尔甫派，深深卷入中世纪影响该市的派系之争。他们的家族成员中出了一些大使和领袖，特别是在十四世纪和十五世纪，但是也有几位科学家。